# Неофит Кекезис
Неофит (на гръцки: Νεόφυτος, Неофитос) е православен духовник, митрополит на Вселенската патриаршия.

## Биография
Роден е със светското име Керкезис (Κερκέζης) или Кекезис (Κεκέζης) около 1795 година в Аргирокастро.
В 1818 година е ръкоположен за дякон от епископ Гавриил Дринополски. Служи като архидякон в Ираклийската митрополия.
Пред ноември 1835 година е ръкоположен за дринополски митрополит, на практика първи митрополит на епархията, след като Паисий Византийски изобщо и не пристига в нея. Пристига в Аргирокастро на велика събота 1836 година, посрещнат възторжено от населението. Наначава за секретар на митрополията местния учител Петрос Христидис и веднага отваря отново училищата в Аргирокастро и Делвино. Отстранен е след машинации в 1841 година.
В 1845 година става митрополит на Корча, където преустройва митрополитското седалище и построява ново училище. Умира в Корча на 7 април 1874 година.